# Agazio Loiero
Agazio Loiero (ur. 14 stycznia 1940 w Santa Severina) – włoski polityk, były minister i parlamentarzysta, od 2005 do 2010 prezydent Kalabrii.

## Życiorys
Ukończył studia z zakresu literatury i filozofii. Pracował w regionalnej izbie handlowej, publikował w różnych czasopismach („il Messaggero”, „la Gazzetta del Sud” i „l'Unità”). W latach 60. wstąpił do Chrześcijańskiej Demokracji. Od 1980 był radnym miasta Catanzaro, w 1987 został sekretarzem prowincjonalnych struktur DC. Od 1987 do 1994 sprawował mandat posła do Izby Deputowanych X i XI kadencji.
Po rozwiązaniu chadecji od 1994 należał kolejno do Centrum Chrześcijańsko-Demokratycznego, federacyjnej Unii Demokratycznej na rzecz Republiki i Popolari-UDEUR. W latach 1996–2001 zasiadał w Senacie XIII kadencji. Od 1998 był sekretarzem stanu w resorcie kultury. W rządzie Massima D’Alemy od 22 grudnia 1999 do 25 kwietnia 2000 pełnił funkcję ministra bez teki ds. kontaktów z parlamentem. W kolejnym gabinecie Giuliana Amato do 11 czerwca 2001 sprawował urząd ministra ds. stosunków regionalnych. W 2001 współtworzył koalicję Margherita, a następnie wstąpił do jednolitej partii o tej samej nazwie. Do 2005 ponownie wchodził w skład niższej izby parlamentu jako deputowany XIV kadencji.
W 2005 wygrał wybory na stanowisko prezydenta Kalabrii. W 2006 stanął na czele regionalnej Demokratycznej Partii Południowej, którą w 2007 wprowadził do Partii Demokratycznej. W 2010 bez powodzenia ubiegał się o reelekcję (pokonał go Giuseppe Scopelliti z Ludu Wolności).